# Nitroplast

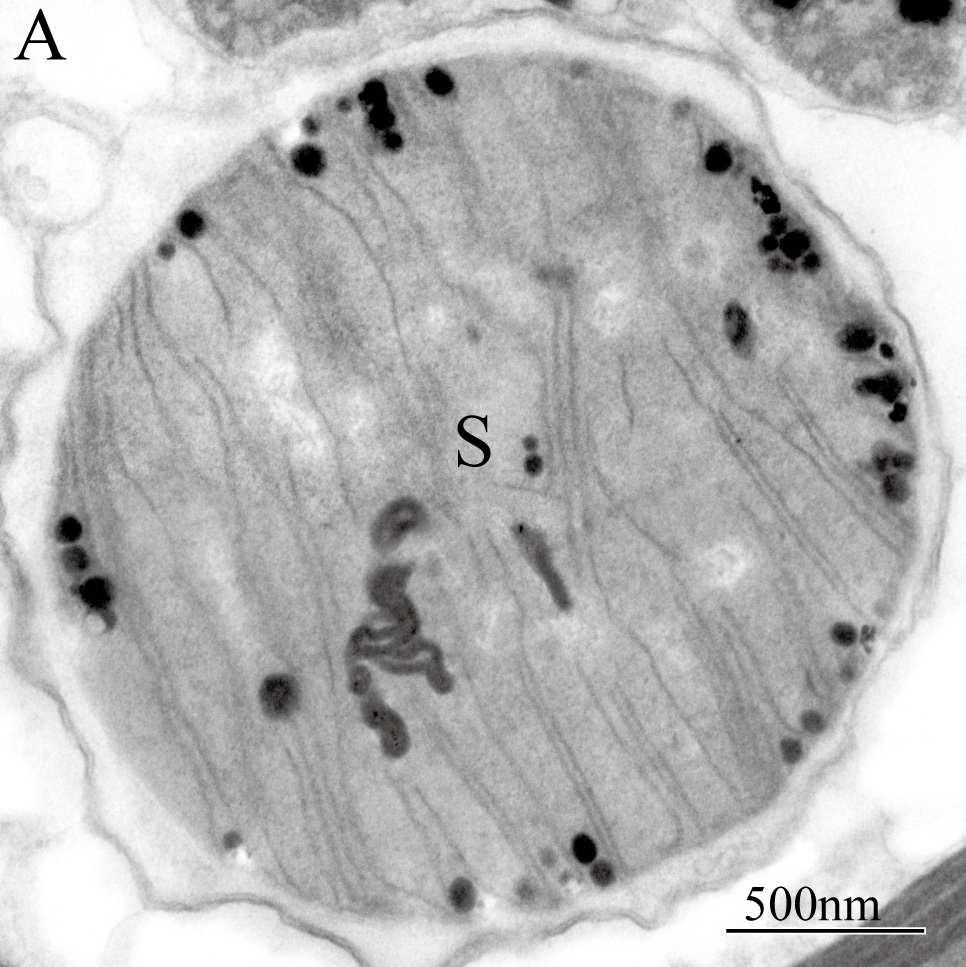
TEM-Aufnahme vom Nitroplast alias Sphäroidkörper (S) in Braarudosphaera bigelowii aus einer weiteren Probe aus dem Hafen von Tomari

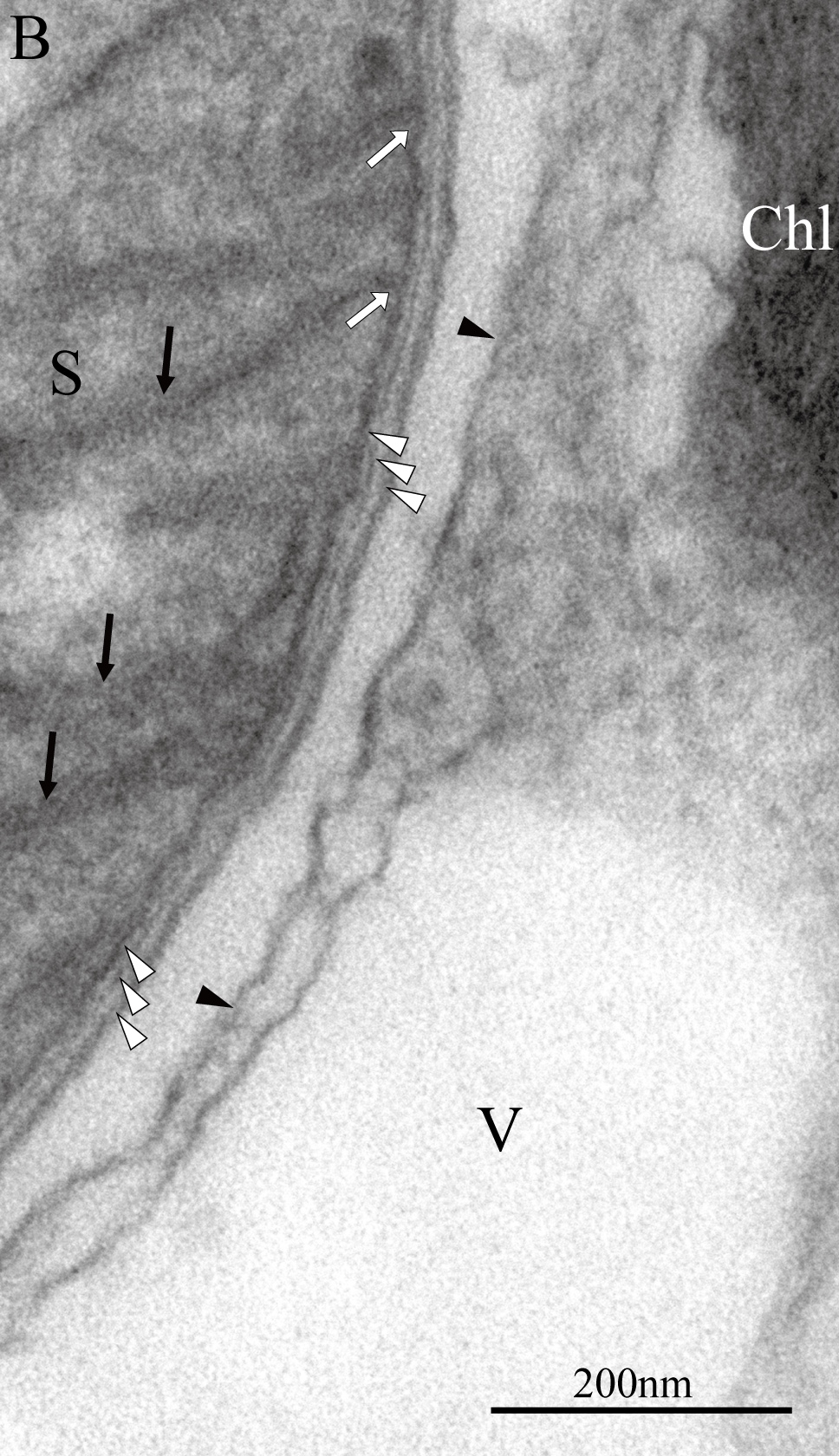
Detail vom Nitroplast aus dem vorigen Bild mit den inneren Lamellen (schwarzer Pfeile) und mehrteiliger Membranhülle (schwarze und weiße Pfeilspitzen). Die dreilagige innere Membran mit ihrer äußeren Lage, der Peptidoglycanwand und der Plasmamembran entsprechen denen gramnegativer Bakterien. Um den Sphäroidkörper herum befinden sich Vakuolen (V).

Nitroplast ist die Bezeichnung für ein Organell, das in Algen der Familie Braarudosphaeraceae, insbesondere in der Meeresalge Braarudosphaera bigelowii vorkommt.
Nitroplasten spielen – genauso wie die Diazoplasten der Diatomeen-Familie Rhopalodiaceae – eine entscheidende Rolle bei der Stickstofffixierung dieser Algen. Von diesem Prozess nahm man früher an, dass er ausschließlich bestimmten Bakterien und Archaeen vorbehalten ist.
Die Entdeckung der Nitroplasten hat bedeutende Auswirkungen sowohl auf die Zellbiologie als auch auf die Agrarwissenschaft.
Diazoplasten und Nitroplasten wurden zunächst aufgrund ihrer annähernd kugelförmigen Gestalt als Sphäroidkörper (englisch spheroid bodies) bezeichnet.

## Entdeckung
1998 fanden Jonathan Zehr (ein Meeresökologe an der University of California, Santa Cruz) et al. eine unbekannte DNA-Sequenz, die augenscheinlich für ein bis dato unbekanntes stickstofffixierendes Cyanobakterium im Pazifik stand, das die Entdecker UCYN-A (englisch für Unicellular cyanobacterial group A) nannten.
Zur gleichen Zeit arbeitete Kyoko Hagino, ein Paläontologe an der staatlichen Universität Kōchi, an der Kultivierung der Algenspezies Braarudosphaera bigelowii, offenbar eines Wirtsorganismus von UCYN-A-Bakterien.

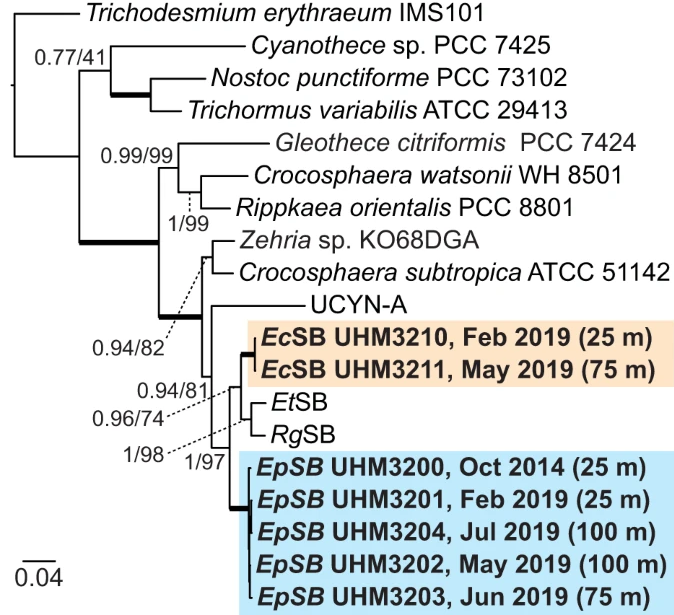
Phylogenetische Multigen-Analyse der Nitroplasten und Diazoplasten (Braarudosphaeraceae- respektive Rhopalodiaceae-Sphäroidkörper), sowie verwandter Cyanobakterien (2022).
Sphäroidkörper der Rhopalodiaceae (Diazoplasten):
EcSB – von Epithemia catenata
EpSB – von E. pelagica
EtSB – von E. turgida
RgSB – Rhopalodia gibberula
Sphäroidkörper der Braarudosphaeraceae (Nitroplasten):
UCYN-A [Ca. Atelocyanobacterium thalassae]
– von Braarudosphaera bigelowii

Die Bezeichnung „Nitroplast“ für die zuvor morphologisch als „Sphäroidkörper“ (englisch spheroid bodies) bezeichneten annähernd kugelförmigen Gebilden in diesen Algenzellen wurde erstmals 2012 von Forschern vorgeschlagen, die die Interaktion zwischen B. bigelowii und UCYN-A untersuchten. Zunächst wurde die Hypothese aufgestellt, dass UCYN-A die Stickstofffixierung erleichtert, indem sie den Algen Verbindungen wie Ammoniak zuführt. In späteren Studien unter der Leitung von Jonathan Zehr wurde jedoch festgestellt, dass die in den Algen gefundenen UCYN-A bzw. Sphäroidkörper obligate Endosymbionten sind, die auch bei der Zellteilung der Algenzellen an die Tochterzellen weitergegeben werden. Die gegenseitige Abhängigkeit bedeutet nichts anderes, als dass diese UCYN-A im Lauf der Evolution bereits zu echten Organellen geworden sind.

## Aufbau und Funktion
Nitroplasten weisen typische Organelleigenschaften auf und erfüllen zwei Schlüsselkriterien:
- Sie werden bei der Zellteilung vererbt.
- Sie sind auf Proteine angewiesen, die von der Wirtszelle bereitgestellt werden.

Durch bildgebende (mikroskopische) Untersuchungen konnten die Forscher beobachten, dass sich die Nitroplasten/Sphäroidkörperchen zusammen mit der Wirtszelle teilen und so ihre Weitergabe an Tochterzellen sicherstellen.

## Bedeutung und Anwendungsmöglichkeiten
Die Entdeckung der Nitroplasten stellte die vorige Annahme in Frage, dass die Stickstofffixierung ausschließlich prokaryontischen Organismen (Bakterien und Archaeen) vorbehalten ist.
Stickstofffixierende Organellen in Eukaryonten wurden (mit Stand Oktober 2024) in keinem anderen Eukaryoten gefunden wurde,
außer bei Kieselalgen der Familie Rhopalodiaceae, wo ebenfalls ein stickstoffbindende cyanobakterielle Endosymbionten (dort Diazoplasten genannte Sphäroidkörper) die Wirtszellen mit organisch gebundenem Stickstoff versorgen.
Da die Endosymbionten diese Funktionalität selbst bereitstellen, handelt es sich bei ihrer Entwicklung zu einem Organell der Wirtsalgen um die rare Form einer „primären Endosymbiose“; anders als wenn die Endosymbionten bereits selbst für diesen Zweck auf Organellen oder intrazelluläre Symbionten angewiesen wären („sekundäre/tertiäre Endosymbiose“).
Das Verständnis der Struktur und Funktion von Nitroplasten (oder auch Diazoplasten) eröffnet neue Möglichkeiten für die Gentechnik bei Pflanzen.
Durch den Einbau von Genen, die für die Funktion der stickstofffixierenden Organellen verantwortlich sind, könnte es möglich sein, Pflanzen entwickeln, die ihren eigenen Stickstoff zu fixieren in der Lage sind. Dadurch könnte ggf. der Bedarf an stickstoffbasierten Düngemitteln (Stickstoffdünger) verringert und Umweltschäden vermindert werden.